# Herman Filarski
Herman Willem Filarski (Amsterdam, 25 december 1912 - Deil, 3 april 1982) was een Nederlandse bridgespeler en bridgejournalist. De kunstschilder Dirk Filarski was een oom van hem.

## Levensloop
Filarski begon zijn loopbaan als bridgejournalist. In 1934 startte de Nieuwe Apeldoornsche Courant een bridgerubriek waarvoor volgens de krant de medewerking van Filarski was gevraagd. Naar verluidt had Filarski een open sollicitatie gestuurd. Vanaf 1 januari 1935 had Filarski tevens om de week een bridgerubriek in het Utrechts Nieuwsblad. Na de oorlog besloot Filarski van bridge zijn beroep te maken. In 1948 maakte hij zijn debuut als lid van het nationale team tijdens het eerste naoorlogse Europese kampioenschap. Hij behoorde als speler tot de Europese top in de bridgesport. Daarnaast bleef hij publiceren, niet alleen over bridge maar ook over andere kaartspelen, als canasta en patience.
Filarski wordt gezien als een van de belangrijkste figuren die het Nederlandse bridge heeft voortgebracht. Naast journalist, schrijver en speler, was hij ook een propagandist en vernieuwer van het spel. Zo introduceerde hij samen met Alan Truscott in 1955, bij het Europees Kampioenschap in Amsterdam, het Daily tournament news. In 1958 richtte hij samen met de Zweedse bridgepromotor Eric Jannersten een vereniging voor bridgejournalisten op, de latere International Bridge Press Association (IBPA). Filarski was vice-president van deze organisatie.
Begin jaren 70 kampte hij met hartproblemen, maar in 1974 was hij weer terug aan de top, en won hij in Brussel een Europees Bridgetoernooi voor paren om de Europacup, met zijn bridgepartner Bob van de Velde. In een artikel ter gelegenheid van zijn 65e verjaardag, in 1976, wordt hij de Nederlandse Mr. Bridge genoemd.
In 1988 werd ter nagedachtenis van Filarski het Herman Filarski-herdenkingstoernooi gehouden.

## Onderscheidingen
- 1967 - Hunebedtrofee van de Nederlandse Bridge Bond.
- 1978 - IBPA "Man of the Year".
- 1978 - Erelidmaatschap van de Nederlandse Bridge Bond.
- 1978 - Ridder in de Orde van Oranje-Nassau.

## Boeken (selectie)
- Goed Bridge. Een Verhandeling Over Eenige Belangrijke Zijden Van Het Bridge-spel (1947, Uitgeverij Jacob Van Campen)
- Hoe men bridge speelde in Utrecht, Deauville en Stockholm (1948)
- Acol: het biedsysteem der kampioenen (1953)
- Bridge voor iedereen. Eenvoudige handleiding voor de beginner met nuttige wenken voor de gevorderde speler (1970, Kruseman's Uitgeverij)
- Bridge bij de tijd (1981, uitgeverij Roskam)
- Terugblik op vijftig jaren Nederlandse Bridge Bond (1982; voltooid door Bob van de Velde).

Ook vertaalde Filarski boeken over bridge en andere kaartspelen.

## Stichting Herman Filarski
In 2007 werd door Bob van de Velde en Jac Fuchs de Stichting Herman Filarski opgericht aan de Keizersgracht in Amsterdam. In de stichting is ook de Nederlandse Bridge Bond vertegenwoordigd. De stichting heeft tot doel om de Bridge Collectie Nederland (BCN), ondergebracht bij het Denksportcollectiecentrum van Tresoar te Leeuwarden in de ruimste zin van het woord te ondersteunen, in het bijzonder door het verwerven van nieuwe aanwinsten.

## Trivia
- In Groningen is een Bridgeclub Filarski.[12]

- International Standard Name Identifier: 0000 0003 9614 8976
- Nederlandse Thesaurus van Auteursnamen: 072113162
- Virtual International Authority File: 291011996
- WorldCat: E39PBJtcBBwPdgmFwrx6CW4rMP